# Kanton Lüdenscheid
Der Kanton Lüdenscheid (historische Schreibweise Canton Lüdenscheid) war ein Kanton in Arrondissement Hagen des Département Ruhr und bestand von 1808 bis 1813. Der Kanton war eine untergeordnete Verwaltungseinheit im unter französischer Verwaltung stehenden und von Joachim Murat, einem Schwager Napoleons regierten Großherzogtum Berg.

## Geschichte
Der Kanton besaß 14.827 Einwohner und bestand aus dem Titularort und Stadt Lüdenscheid und der Stadt Meinerzhagen, sowie den Bauerschaften Berg, Brenscheid, Brüninghausen, Danklinghausen, Drehscheid, Ebbe, Herscheid, Hulscheid, Lerringhausen, Menninghaus, Midder, Minkhausen, Mintenbeck, Rosmart, Severinghausen, Wehberg, Wester und Winkel des Gerichts Lüdenscheid, den Bauerschaften Beurhaus, Genkel, Hardenberg, Hohenholt, Hölne, Kierspe, Lansberg, Lengelscheid, Loer, Oefte, Rade, Rönsal, Schmidthausen, Valbert und Wilkenberg des Gerichts Meinerzhagen und den Bauerschaften Bergfeld, Bommert, Ehringhausen, Eikhofen, Glörfeld, Halver, Kampscheid, Lansberg und Oeckinghausen des Kirchspiels Halver.
Nach der Auflösung des Kantons kam das Kantonsgebiet zum neu gebildeten preußischen Landkreis Altena.